# Euchalcia siderifera
Euchalcia siderifera là một loài bướm đêm trong họ Noctuidae.